# 13840 Wayneanderson
13840 Wayneanderson è un asteroide della fascia principale. Scoperto nel 1999, presenta un'orbita caratterizzata da un semiasse maggiore pari a 2,4191090 UA e da un'eccentricità di 0,1501240, inclinata di 2,14918° rispetto all'eclittica.